# Согалы
Согалы (каз. Соғалы) — село в Хобдинском районе Актюбинской области Казахстана. Входит в состав Согалинского сельского округа. Код КАТО — 154263300.

## Население
В 1999 году население села составляло 509 человек (259 мужчин и 250 женщин). По данным переписи 2009 года, в селе проживало 228 человек (104 мужчины и 124 женщины).